# Mwanza (région)

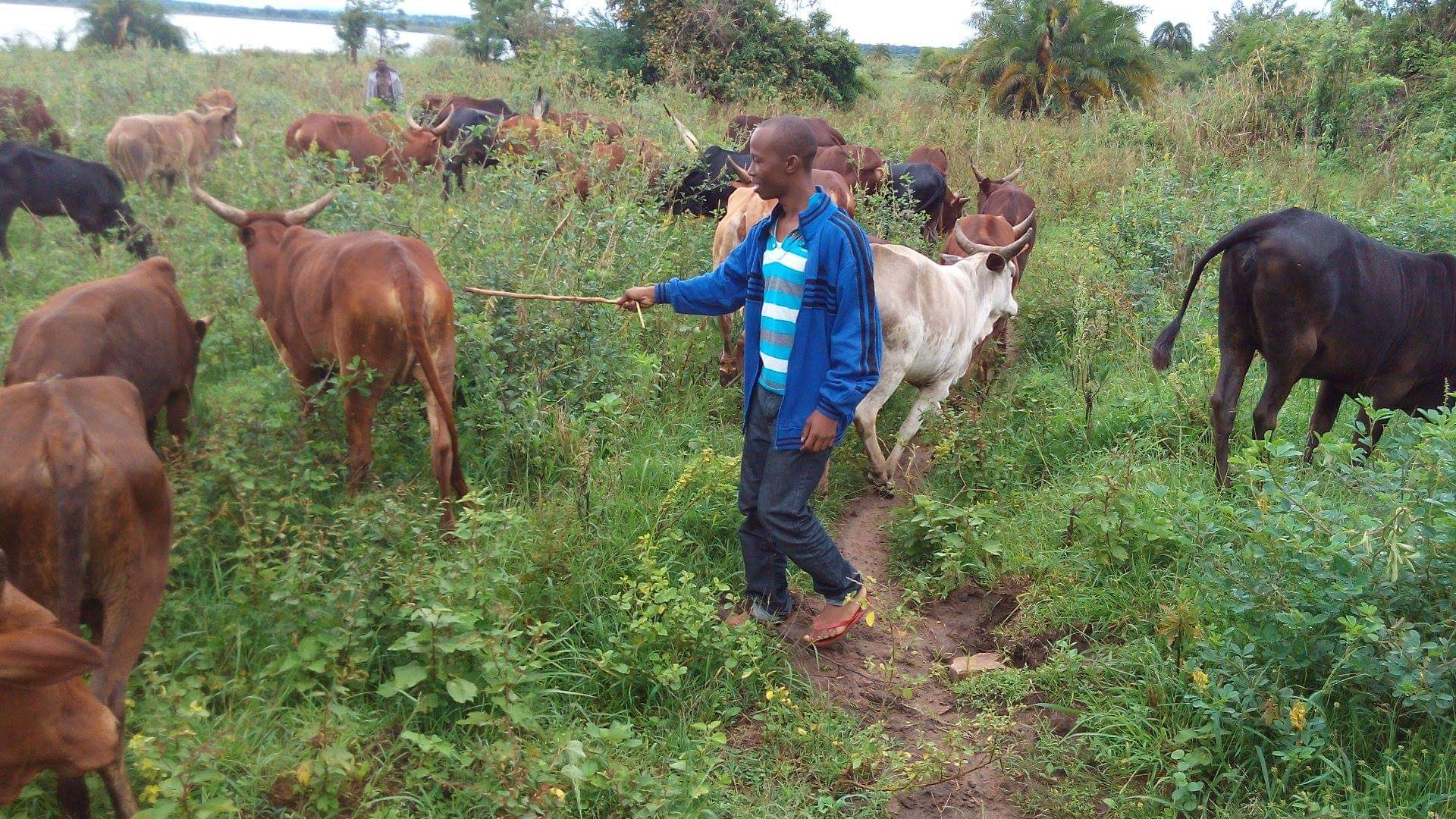
Élevage sur l'île de Kome dans la région de Mwanza

La région de Mwanza est une région du nord de la Tanzanie. Elle est bordée au nord par le lac Victoria. Son chef-lieu est Mwanza, la deuxième ville du pays.

## Districts
Mwanza est divisée en huit districts : 

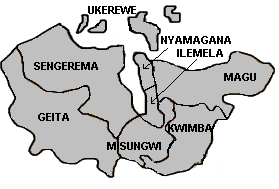
Les secteurs des Mwanza

- Nyamagana
- Ukerewe
- Magu
- Sengerema
- Geita
- Misungwi
- Ilemela

## Sources
1. ↑  (en) Socio-Economic profils of Mwanza région 
(PDF)